# Stensjön (Tärna socken, Lappland, 727193-149705)
Stensjön är en sjö i Storumans kommun i Lappland och ingår i Umeälvens huvudavrinningsområde. Sjön har en area på 0,122 kvadratkilometer och ligger 655,5 meter över havet.

## Delavrinningsområde
Stensjön ingår i det delavrinningsområde (727301-149682) som SMHI kallar för Ovan 726876-149877. Medelhöjden är 747 meter över havet och ytan är 22,92 kvadratkilometer. Det finns ett avrinningsområde uppströms, och räknas det in blir den ackumulerade arean 42,39 kvadratkilometer. Stensjöån som avvattnar avrinningsområdet har biflödesordning 2, vilket innebär att vattnet flödar genom totalt 2 vattendrag innan det når havet efter 342 kilometer. Avrinningsområdet består mestadels av skog (51 procent), sankmarker (21 procent) och kalfjäll (27 procent). Avrinningsområdet har 0,22 kvadratkilometer vattenytor vilket ger det en sjöprocent på 1 procent.